# 弥撒曲
弥撒曲，原为天主教、东正教和圣公会的弥撒仪式所用声乐套曲，歌词使用拉丁文，分普通弥撒和特别弥撒两大类，用于葬礼、婚礼、就职、登基等不同的仪式。宗教改革之后，新教作曲家也创作弥撒曲，但是内容和形式与天主教弥撒曲有所不同。
早期，弥撒曲是没有伴奏的清唱曲，文艺复兴之后加上管风琴伴奏，17世纪起有了管弦乐队伴奏。演唱不仅有合唱，还有独唱和重唱。全曲通常包括垂憐經（Kyrie）、光榮頌（Gloria）、信经（Credo）、圣哉经（Sanctus）、降福经（Benedictus）、羔羊颂（Agnus Dei）六个乐章。個別作曲家或會對樂章的多少有所調整，例如貝多芬的彌撒曲，聖哉經和降福經是結合在一起的，但海頓、莫扎特等則將降福經和聖哉經再現部獨立成為一個樂章。
當遇上特定的禮儀，例如葬禮時，樂曲的內容便會和一般用的有所出入，雖然皆屬彌撒曲一種，但通常會另外稱為安魂曲以區識別。

## 部份作曲家的彌撒曲作品
- 巴赫：他為天主教會創作了唯一一首，但極大型的《b小調彌撒曲》、亦創作了四首為信義宗崇拜而作的小彌撒曲。
- 海頓：共創作了14首彌撒曲，其中後期的作品如《尼爾遜彌撒曲》、《戰爭彌撒曲》、《管樂彌撒曲》較為著名
- 莫扎特：共創作了16首完整的彌撒曲，當中以《加冕彌撒曲》和《c小調彌撒曲》較著名。《c小調彌撒曲》有部份樂章並未有完成，及後有不少學者嘗試「還原」樂曲，現時有幾個不同的版本。
- 貝多芬：2首，分別是《C大調彌撒曲》和《D大調莊嚴彌撒曲》。
- 舒伯特：6首拉丁文彌撒曲，另外1首德國式彌撒曲。
- 布魯克納：6首有編號的拉丁文彌撒曲，1首莊嚴彌撒曲，以及多首早期的小彌撒曲作品。